# Milana Terloeva
Milana Zaïdinovna Bakhaïeva (en russe : Милана Зайдиновна Бахаева), née le 30 décembre 1979, mieux connue sous le nom de plume de Milana Terloeva, est une journaliste tchétchène, auteur du best-seller français Danser sur les ruines – Une jeunesse tchétchène en 2006. Réfugiée pendant la deuxième guerre de Tchétchénie, Milana est l'une des huit étudiantes tchétchènes de l'Université de Grozny sélectionnées par l'organisation de défense des droits de l'homme Études Sans Frontières pour étudier à l'étranger en 2003.

## Biographie
Milana nait le 30 décembre 1979 dans le petit village d'Orekhovo à soixante kilomètres à l'ouest de la capitale tchétchène Grozny et près de la frontière avec l'Ingouchie. Elle vit alors avec ses parents et sa grand-mère qui avaient survécu aux déportations forcées de la plupart des Tchétchènes vers l'Asie centrale le 23 février 1944. La famille est relativement aisée mais souffre de l'augmentation croissante de la criminalité après la dissolution de l'Union soviétique. Une nuit de janvier 1993, quelqu’un laisse une grande caisse en fer devant la porte de la famille. À l'intérieur se trouve le corps du père de Milana, assassiné.
Après le début de la première guerre de Tchétchénie, le 11 décembre 1994, Milana et sa famille se réfugient d'abord dans leur cave et vivent sans eau courante ni électricité. Alors que la situation dans son village s'aggrave encore, sa famille se réfugie à Grozny qui était en ruine après le siège de la ville. La famille revient à Orekhovo à la fin de la guerre en 1996, et ils découvrent que leurs maisons ont été largement pillées et que les soldats russes vivant dans sa maison avaient tout souillé avec leurs excréments, y compris sa précieuse robe de bal, pour les humilier.
Avec le début de la deuxième guerre de Tchétchénie, Milana et sa famille cherchent refuge en Ingouchie avec des centaines de milliers d'autres réfugiés. Elle revient à Grozny six mois plus tard et s'inscrit à l'Université de Grozny, gravement endommagée, pour étudier la langue française. Elle aspire à devenir journaliste afin de pouvoir rendre justice aux victimes du conflit. En 1997, le président tchétchène Aslan Maskhadov appelle les pays occidentaux à accueillir les étudiants tchétchènes dans leurs universités, car il rêve de futurs dirigeants à orientation libérale qui seraient capables de reconstruire une société détruite par la guerre. L'appel tombe dans l'oreille d'un sourd, et à l'époque, seules les médersas d'Arabie saoudite et du Pakistan ouvrent leurs portes aux Tchétchènes. Un groupe d'étudiants français opposés à la nouvelle guerre en Tchétchénie crée l'organisation Études Sans Frontières en mars 2003 afin de sauver les étudiants tchétchènes de la guerre et de leur fournir une éducation en France. En septembre, l'organisation a parrainé huit étudiants tchétchènes, dont Milana, pour étudier à Paris.
Étudiante en journalisme à l'Institut d'Études Politiques de Paris, Milana excelle sur le plan académique et obtient son diplôme en 2006. Elle travaille également pour des journaux français à diffusion internationale, Le Monde et Courrier International en août 2004. Elle se lie d'amitié avec la journaliste Anna Politkovskaïa. 
Hachette Livre, la plus grande maison d'édition en France, contacte Milana pour écrire sur ses expériences pendant les guerres, et elle écrit en 2006 son autobiographie, Danser sur les ruines – Une jeunesse tchétchène, qui décrit les raids au cours desquels de nombreux membres de sa famille ont été capturés, son voyage de Grozny à Paris et ses expériences en tant qu'étudiante à Sciences Po.
Malgré de nombreuses offres d'emploi à Paris Milana décide de retourner à Grozny pour ouvrir un journal indépendant, mais réalise qu'elle n'y parviendra pas à cause de la censure et des menaces de mort. En 2007 elle travaille à la création d'un centre culturel européen en Tchétchénie et à l'écriture d'un deuxième livre sur les femmes tchétchènes,. Elle travaille ensuite pour Memorial et est arrêtée et détenue en 2008 pour son travail avec cette organisation. Elle s'enfuie aux États-Unis après avoir été menacée à cause de son travail.

## Œuvres
- Milana Terloeva, Danser sur les ruines, Hachette Littératures, 13 septembre 2006 (ISBN 978-2-01-237760-8, lire en ligne)

### Articles liés
- Memorial
- Oïoub Titiev